# Маневр ПІТ

ПІТ-маневр (англ. PIT maneuver, абревіатура від precision immobilization technique, «техніка точної іммобілізації») — це тактика зупинки переслідуваного транспортного засобу при автомобільній погоні. Для виконання цього маневру переслідувач особливим чином таранить своїм автомобілем переслідуваний автомобіль, змушуючи його різко повернути вбік, щоб водій втратив контроль над машиною і зупинився.
Цей прийом застосовується правоохоронцями США з кінця 1980-х років. Він був розроблений Bill Scott Raceway (BSR), Inc. — навчальної групи Summit Point Raceway з Західній Вірджинії, яка вивчає та розробляє вузькоспеціалізовані маневри водіння. Спочатку прийом був названий «tactical vehicle interception» («тактичне перехоплення транспорту», T.V.I.). Вперше його запровадив Департамент поліції округу Ферфакс, Вірджинія, там же йому і дали назву «PIT maneuver».
Маневр виконується наступним чином: машина переслідувача наздоганяє переслідувану машину і м'яко торкається її боком переднього бамперу у задню чверть бічної панелі, що знаходиться відразу за заднім колесом. Після контакту переслідувач повертає кермо свого автомобіля на чверть оберту у бік цілі і негайно повертає кермо назад у напрямку руху (дії схожі не на поворот, а на зміну смуги руху). Такий удар призводить до порушення зчеплення шин переслідуваного автомобіля, внаслідок чого його заносить. В ідеалі він має зупинитися під кутом 180 градусів від початкового напрямку руху. Після цього переслідувач може розташувати свій автомобіль так, щоб забезпечити прикриття або притиснути водійські двері переслідуваної автівки, відрізаючи її водію найпростіший шлях до втечі.
Маневр PIT несе певну небезпеку як для його безпосередніх учасників, так і для інших учасників руху. Типові поліцейські правила в деяких країнах рекомендують, щоб поліціянти не намагалися провести маневр на швидкості понад 55 км/год (35 миль на годину). Місце для проведення маневру слід обирати з урахуванням можливих наслідків для інших транспортних засобів та пішоходів. Найзручніше використовувати цю тактику на поворотах.
На швидкості нижче 55 км/год маневр дозволяється застосовувати, якщо до водія переслідуваної машини юридично доцільним є застосування «сили, меншої за смертельну». На більшій швидкості маневр вважається потенційно смертельно небезпечним і, як правило, використовується, лише якщо визнано виправданим застосування смертельної сили проти всіх осіб, хто знаходиться на борту переслідуваної машини і коли відсутній ризик для інших транспортних засобів та перехожих.
Особливо небезпечним є виконання маневру, коли ціль має високий центр ваги (фургони, позашляховики) — такий транспортний засіб може легко перевернутися. Крім того, його заборонено використовувати проти мотоциклів на будь-якій швидкості.